# Майстри сексу
«Майстри сексу» (англ. Masters of Sex) — американський драматичний телесеріал, прем'єра якого відбулася 29 вересня 2013 року на кабельному каналі Showtime. Шоу створено Мішель Ешфорд на основі однойменної книги-біографії. Серіал розповідає історію доктора Вільяма Мастерса і Вірджинії Джонсон, які досліджували цикл сексуальних реакцій людини.
Серіал отримав визнання критиків. Він був номінований на премію «Золотий глобус» як найкращий драматичний серіал у 2013 році. Серіал був завершений Showtime 30 листопада 2016 року, після чотирьох сезонів.

## Актори та персонажі

### Основний склад
- Майкл Шин — Вільям Мастерс
- Ліззі Каплан — Вірджинія Джонсон
- Кейтлін Фіцджеральд — Ліббі Мастерс
- Ніколас Д'Агосто — Ітан Хаас
- Тедді Сірс — Остін Ленгхем
- Анналі Ешфорд — Бетті Дімелло

### Другорядний склад
- Бо Бріджес — Бертон Скаллі
- Марго Мартіндейл — Міс Хоршоу
- Енн Дауд — Естебрукс Мастерс
- Джуліанн Ніколсон — доктор Ліліан ДеПол
- Роуз Маківер — Вівіан Скаллі
- Елен Йорк — Джейн Мартін
- Ніколь Том — Морін
- Джейден Мартелл — Джонні Мастерс
- Нісі Неш — Луїза Белл